# Mia Griffin
Mia Griffin (* 30. Dezember 1998 in Glenmore, County Kilkenny) ist eine irische Radsportlerin, die auf Bahn und Straße aktiv ist.

## Sportlicher Werdegang
Zunächst war Mia Griffin im irischen Mannschaftssport Camogie aktiv. Bei einem nationalen Sporttest für talentierte Sportler wurde ihr Talent für Radsport entdeckt.
Schon im selben Jahr wurde Griffin mit Orla Fox, Imogen Cotter und Hilary Hughes irische Meisterin in der Mannschaftsverfolgung. Bei den UCI-Bahn-Weltmeisterschaften 2020 in Berlin stellte der irische Frauen-Vierer mit Griffin, Alice Sharpe, Lara Gillespie und Kelly Murphy mit 4:21,368 Minuten einen neuen irischen Rekord auf und belegte Platz acht. Bei den U23-Europameisterschaften 2020 auf der Bahn errang Mia Griffin Bronze im Scratch. Im selben Jahr wurde sie bei den irischen Straßenmeisterschaften jeweils Vierte in Straßenrennen und Einzelzeitfahren, 2022 wurde sie irische Vize-Meisterin im Straßenrennen. 2023 erhielt sie einen Vertrag bei Israel Premier Tech Roland, dieser wurde nach dem Rückzug des Sponsors Premier Tech nicht verlängert.
2024 wurde Mia Griffin für die Teilnahme an den Olympischen Spielen in Paris nominiert. Mit dem irischen Team belegte sie in der Mannschaftsverfolgung den neunten Platz.
Nach einem Jahr Unterbrechung kehrte Griffin zur Saison 2025 zum Team Roland zurück.

## Erfolge

### Bahn
2017
- Irische Meisterin – Mannschaftsverfolgung (mit Orla Fox, Imogen Cotter und Hilary Hughes)

2020
- U23-Europameisterschaft – Einerverfolgung

2021
- Nations’ Cup in Sankt Petersburg – Mannschaftsverfolgung (mit Kelly Murphy, Lara Gillespie und Alice Sharpe)
- Europameisterschaft – Mannschaftsverfolgung (mit Emily Kay, Kelly Murphy und Alice Sharpe)

### Straße
2025
- eine Etappe Vuelta Ciclista Femenina a el Salvador
- Irische Meisterin – Straßenrennen